# Ползела
Ползела (словен. Polzela) — поселення в общині Ползела, Савинський регіон, Словенія. Висота над рівнем моря: 292,5 м.